# Receptor del factor de crecimiento fibroblástico
Los receptores del factor de crecimiento fibroblástico o FGF-R (acrónimo de Fibroblast Growth Factor Receptor) se encuentran en el espesor de las membranas celulares y se unen de forma específica al factor de crecimiento de fibroblastos permitiéndole realizar su función. 
Pertenece a la superfamilia de receptores que presentan actividad tirosina quinasa intrínseca. Existen varios subtipos. 
Las mutaciones que alteran la estructura proteica de estos receptores pueden provocar enfermedad, por ejemplo la acondroplasia está causada por una mutación que altera el FGF-R3.

## Historia evolutiva
El receptor del factor de crecimiento fibroblastico está presente en la especia humana, pero es filogenéticamente muy antiguo, se han descrito homólogos en diferentes especies de invertebrados. Su papel en el desarrollo embrionario y la  formación de órganos es de gran importancia. 

A lo largo del proceso evolutivo ha pasado de constituir un receptor con un ligando único en el nematode C. elegans , a un receptor con cinco ligandos en la mosca de la fruta Drosophila melanogaster y a cuatro receptores con numerosos ligandos en la especie humana.

## Tipos

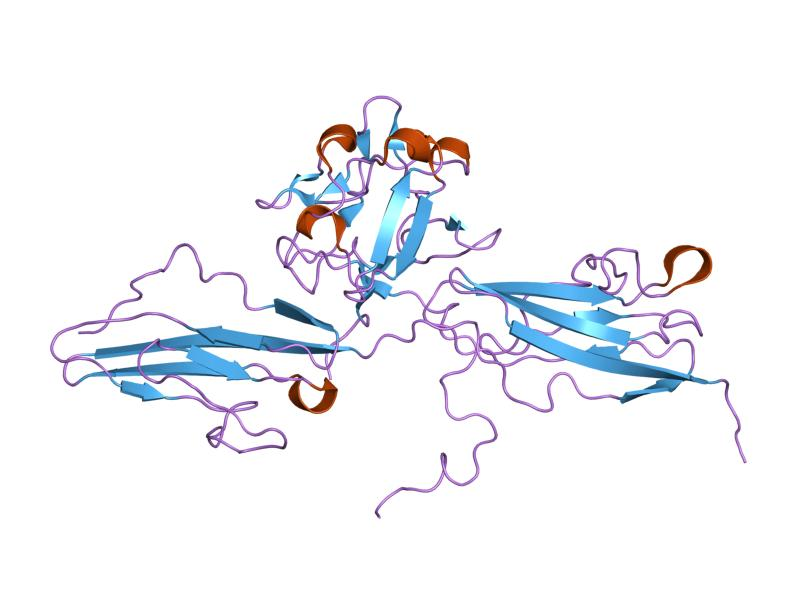
Receptor FGF

El homo sapiens dispone de cuatro tipos de receptores de FGF, que se numeran del 1 al 4 :
- FGF-R1
- FGF-R2
- FGF-R3
- FGF-R4.

Cada uno de ellos está codificado por un gen diferente.

## Estructura
Todos los receptores FGF-R tienen una estructura similar, compuesta por 3 sectores:
- Una región extracelular que es la que se une al ligando bioquímico.
- Una región transmembrana que atraviesa la membrana plasmática.
- Una  región  citoplasmática con actividad  catalítica.

## Función
Los factores de crecimiento son en realidad péptidos que al unirse a receptores específicos son capaces de modificar las respuestas de las células del organismo. Actúan como señales bioquímicas que transmiten información entre las células y modulan su actividad. Generalmente controlan el crecimiento y diferenciación celular. Para cada tipo de factor de crecimiento existe al menos una clase de receptor específico, por este motivo la célula solo puede responder si dispone de la proteína receptora apropiada.
El factor de crecimiento fibroblástico tiene la función de controlar la proliferación y diferenciación celular. Estimula la mitosis y la formación de nuevos vasos (angiogénesis). Los efectos más importantes tienen lugar sobre determinados tipos celulares: células endoteliales, fibroblastos, osteoblastos, condrocitos y células musculares (miocitos). No es una sustancia única, sino una familia formada por diferentes polipéptidos emparentados entre sí. La correcta actividad del receptor FGFR es esencial para el desarrollo del embrión y el proceso de organogénesis de diferentes órganos, entre ellos el cerebro, corazón y pulmón.

## Enfermedades relacionadas
- Acondroplasia. Se debe a una mutación en el gen FGFR3 que se encuentra situado el cromosoma 4 humano y codifica el factor de crecimiento de fibroblastos 3.[5]
- Cáncer. Algunas mutaciones que afectan a los FGFR parecen desempeñar un importante papel en el desarrollo de los procesos neoplásicos. Se están desarrollando medicamentos como el erdafitinib que inhiben la función de estos receptores y mejoran la evolución de determinados pacientes.[6][7][8]

## Diana terapéutica
El EFGR desarrolla un papel para permitir el crecimiento de determinados tipos de tumores. Por ello se ha pretendido utilizarlo como diana terapéutica, intentando inactivarlo para mejorar la evolución de algunos tipos de cáncer. Se han empleado dos estrategias:
- Utilización de anticuerpos monoclonales que inhiben la vía de señalización mediada por los EFGR.
- Pequeñas moléculas inhibidoras de la actividad tirosina quinasa del receptor, por ejemplo el erdafitinib.